# Allomyrina
Allomyrina (Synonyme: Xylotrupes, Trypoxylus, Xyloscaptes, Myrina) ist eine Gattung der Käfer aus der Unterfamilie der Riesenkäfer.

## Verbreitung
Das Verbreitungsgebiet der Arten aus dieser Gattung liegt in Ostasien.

## Charakteristik
Die Arten der Gattung Allomyrina haben meist eine bräunliche Färbung. Die männlichen Käfer besitzen ein kleines Horn auf dem Thorax und ein großes Horn am eher kleinen Kopf.

## Systematik
Es gibt vier Arten in der Gattung Allomyrina:
- Allomyrina davidis (Deyrolle & Fairmaire, 1878)
- Allomyrina dichotoma (Linnaeus, 1771)
  - Allomyrina dichotoma corniculatus (Adashi, 2020)
  - Allomyrina dichotoma dichotoma (Linnaeus, 1771)
  - Allomyrina dichotoma inchachina (Kusui, 1976)
  - Allomyrina dichotoma septentrionalis (Kôno, 1931)
  - Allomyrina dichotoma takarai (Kusui, 1976)
  - Allomyrina dichotoma tunobosonis (Kôno, 1931)
  - Allomyrina dichotoma politus
  - Allomyrina dichotoma tsuchigai (Nagai, 2006)
  - Allomyrina dichotoma shennongji (Takeuchi, 2014)
  - Allomyrina dichotoma shizuae (Adachi, 2017)
  - Allomyrina dichotoma xizangensis (Li & Zhang, 2015)
- Allomyrina kanamorii (Nagai, 2006)
- Allomyrina pfeifferi (Redtenbacher, 1867)
  - Allomyrina pfeifferi celebensis (Silvestre, 1997)
  - Allomyrina pfeifferi pfeifferi (Redtenbacher, 1867)